# Kowalowice (gmina)
Kowalowice (do 1954 Głuszyna) – dawna gmina wiejska istniejąca w latach 1973–1975 w woj. opolskim (dzisiejsze woj. opolskie). Siedzibą władz gminy były Kowalowice.
Gmina Kowalowice została utworzona 1 stycznia 1973 w powiecie namysłowskim w woj. opolskim; w skład gminy weszły obszary 12 sołectw: Baldwinowice, Brzezinka, Bukowa Śląska, Głuszyna, Igłowice, Juskie, Kowalowice, Michalice, Objazda, Pawłowice Namysłowskie, Smogorzów i Woskowice Małe.
1 czerwca 1975 gmina weszła w skład nowo utworzonego (mniejszego) woj. opolskiego.
30 października 1975 gmina została zniesiona przez połączenie z (również znoszoną) gminą Ligota Książęca oraz dotychczasową gminą Namysłów w nową gminę Namysłów.